# Erlensee
Erlensee är en stad i Main-Kinzig-Kreis i Regierungsbezirk Darmstadt i förbundslandet Hessen i Tyskland. Kommunen bildades 1 januari 1970 genom en sammanslagning av de tidigare kommunerna Langendiebach und Rückingen. Erlensee fick rätten att kallas stad 7 maj 2012.